# Penne (Teigware)

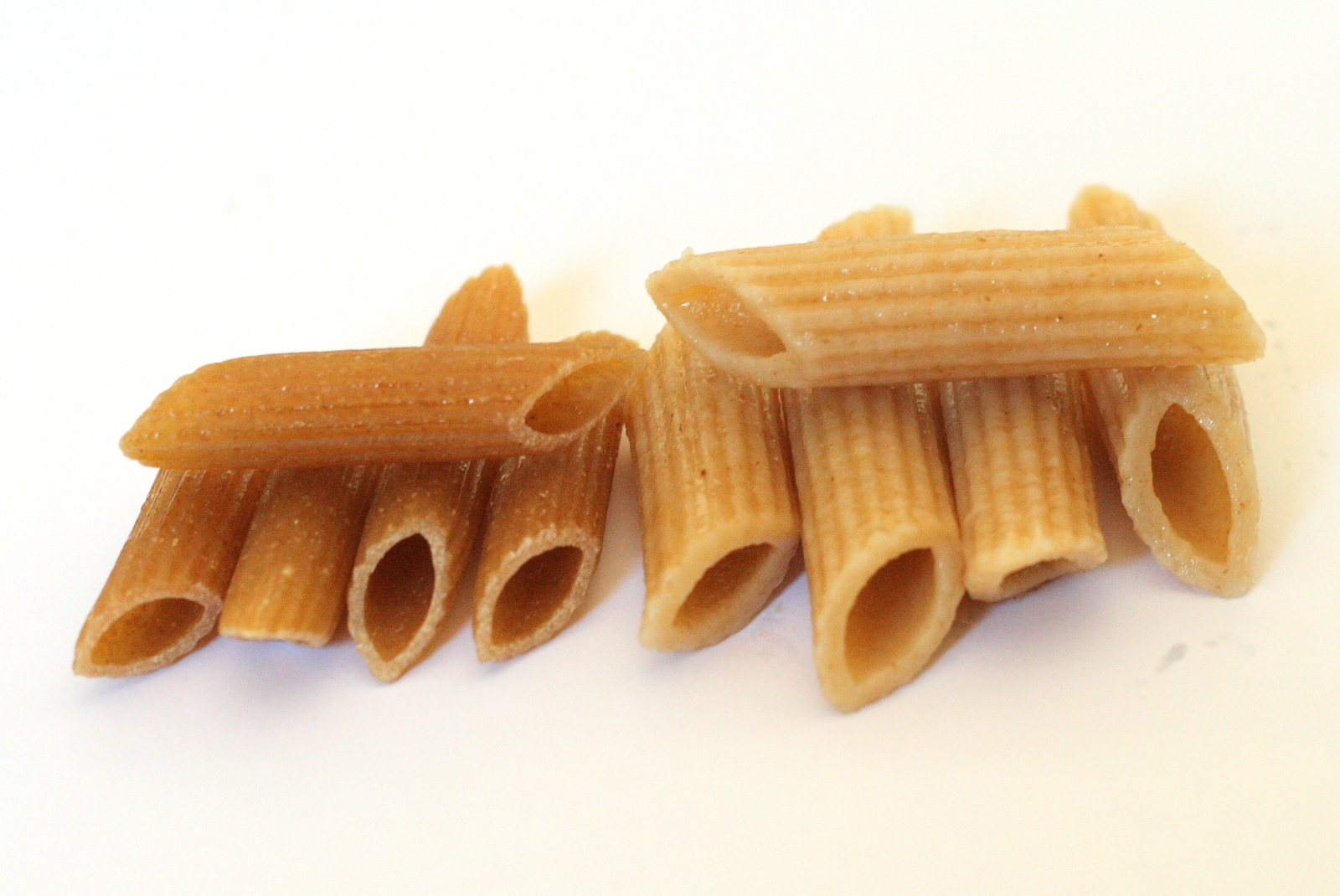
Penne rigate aus Vollkorn-Hartweizen (links roh, rechts gekocht)

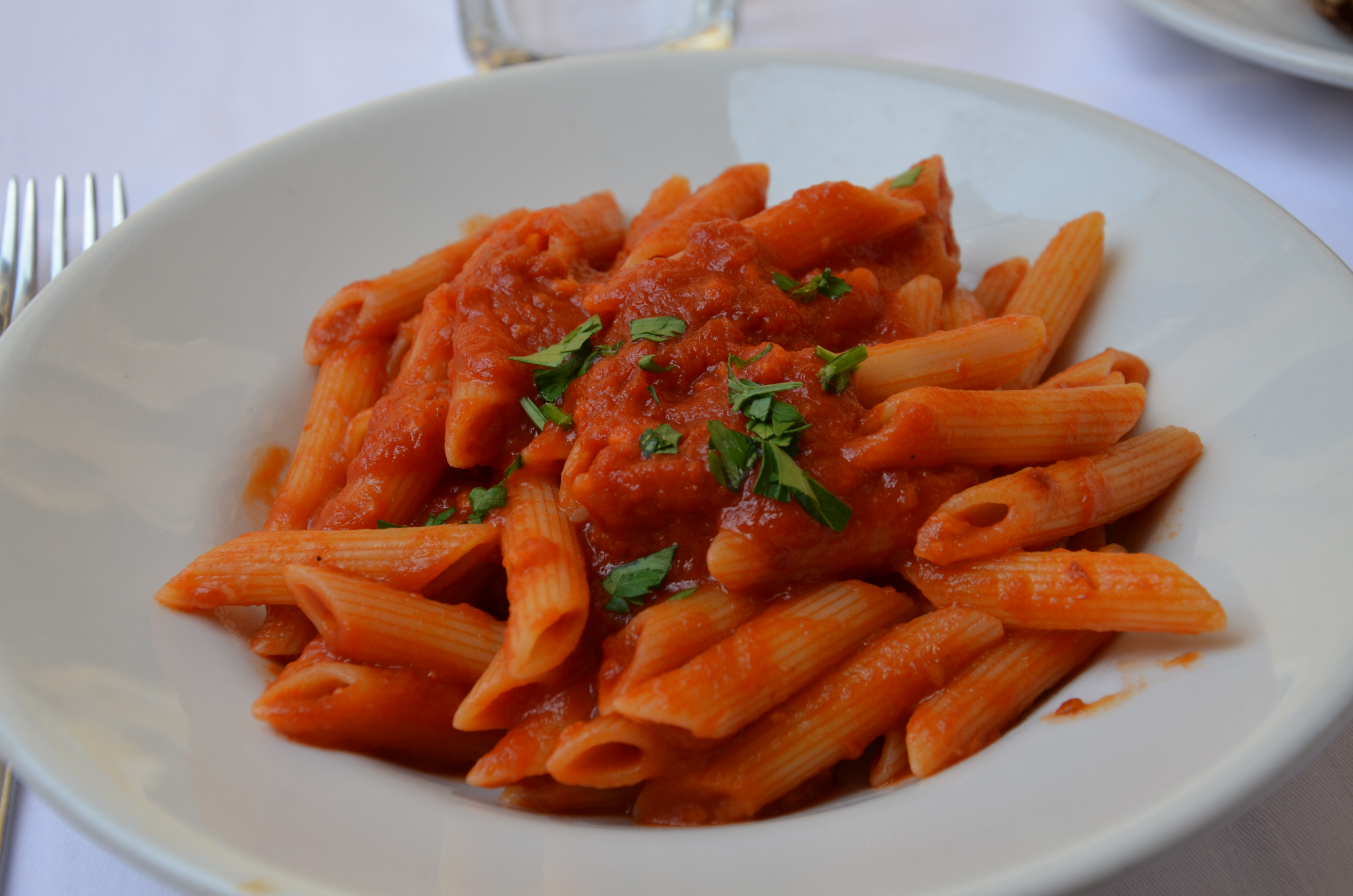
Penne all’arrabbiata

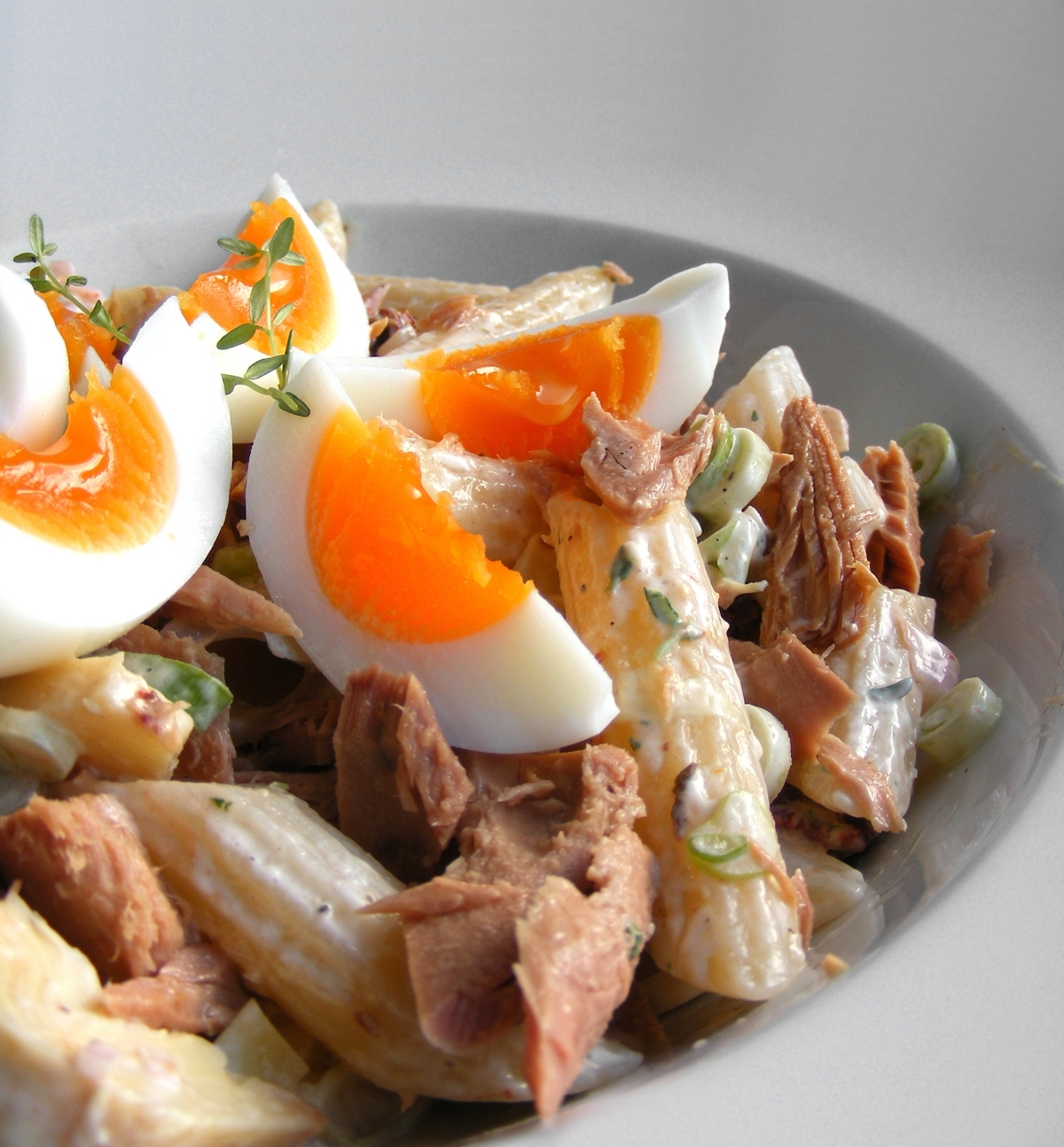
Pennesalat mit Thunfisch

Penne sind Pasta in Form eines schiefen Zylinders. 
Penne ist der Plural des italienischen penna, abgeleitet von lateinisch penna (bedeutet so viel wie ‚Feder‘ oder ‚Federkiel‘), und ist ein Verwandter des englischen Wortes pen ‚(Schreib-)Feder‘. Die Enden sind ähnlich einem Schreibfederkiel immer schräg angeschnitten.

## Arten
Zwei wesentliche Arten werden produziert: Penne lisce (glatte Oberfläche) und Penne rigate (geriffelte Oberfläche). Es werden auch Pennoni (‚große Federkiele‘) verkauft, die eine größere Version der Penne sind.

## Zubereitung
Penne werden in der Regel al dente gekocht, also noch bissfest. Durch ihre Form eignen sie sich besonders gut, um mit Saucen (Sugo, Pesto, Arrabbiata) serviert zu werden. Sie können mit ihrem Hohlraum und ihren Riffeln besonders viel Sauce aufnehmen. Weiterhin werden sie gerne für Nudelsalat verwendet.

## Zutaten
Penne werden aus Hartweizengrieß und Wasser hergestellt.